# سی و پنجمین دوره جوایز تمشک طلایی
سی و پنجمین مراسم جایزه تمشک طلایی (انگلیسی: 35th Golden Raspberry Awards) ۲۱ فوریه ۲۰۱۵ در لس آنجلس، کالیفرنیا برگزار شد.

## جوایز و نامزدی‌ها
| بخش‌ها                               | نامزدها                                                                                                 |
| ----------------------------------- | --- |
| بدترین فیلم                         | نجات کریسمس (ساموئل گولدوین)                                                                            |
| بدترین فیلم                         | جامانده (فری‌استیل رلیزینگ)                                                                              |
| بدترین فیلم                         | افسانه هرکول (سامیت اینترتینمنت)                                                                        |
| بدترین فیلم                         | لاک‌پشت‌های نینجای نوجوان جهش‌یافته (پارامونت/نیکلودئون)                                                   |
| بدترین فیلم                         | تبدیل‌شوندگان: عصر انقراض (پارامونت)                                                                     |
| بدترین بازیگر مرد                   | کرک کامرون در نجات کریسمس                                                                               |
| بدترین بازیگر مرد                   | نیکولاس کیج در جامانده                                                                                  |
| بدترین بازیگر مرد                   | کلان لاتز در افسانه هرکول                                                                               |
| بدترین بازیگر مرد                   | ست مک‌فارلن در یک میلیون راه برای مردن در غرب                                                            |
| بدترین بازیگر مرد                   | آدام سندلر در مخلوط                                                                                     |
| بدترین بازیگر زن                    | کامرون دیاز در زن دیگر و فیلم خصوصی                                                                     |
| بدترین بازیگر زن                    | درو بریمور در مخلوط                                                                                     |
| بدترین بازیگر زن                    | ملیسا مک‌کارتی در تمی                                                                                    |
| بدترین بازیگر زن                    | شارلیز ترون در یک میلیون راه برای مردن در غرب                                                           |
| بدترین بازیگر زن                    | گایا وایس در افسانه هرکول                                                                               |
| بدترین بازیگر مرد مکمل              | کلسی گرامر در یک‌بارمصرف‌ها ۳، افسانه آز: بازگشت دوروتی، مثل یک مرد هم فکر کن و ترانسفورمرها: عصر انقراض  |
| بدترین بازیگر مرد مکمل              | مل گیبسون در یک‌بارمصرف‌ها ۳                                                                              |
| بدترین بازیگر مرد مکمل              | شکیل اونیل در مخلوط                                                                                     |
| بدترین بازیگر مرد مکمل              | آرنولد شوارتزنگر در یک‌بارمصرف‌ها ۳                                                                       |
| بدترین بازیگر مرد مکمل              | کیفر ساترلند در پمپئی                                                                                   |
| بدترین بازیگر زن مکمل               | مگان فاکس در لاکپشت‌های نینجا نوجوان جهش‌یافته                                                            |
| بدترین بازیگر زن مکمل               | کامرون دیاز در آنی                                                                                      |
| بدترین بازیگر زن مکمل               | نیکولا پلتز در ترانسفورمرها: عصر انقراض                                                                 |
| بدترین بازیگر زن مکمل               | بریژیت ریدنور در نجات کریسمس                                                                            |
| بدترین بازیگر زن مکمل               | سوزان ساراندون در تامی                                                                                  |
| بدترین گروه بازیگری                 | کرک کامرون و خودش در نجات کریسمس                                                                        |
| بدترین گروه بازیگری                 | هر یک از زوج روبات‌ها و بازیگران در ترانسفورمرها: عصر انقراض                                             |
| بدترین گروه بازیگری                 | کامرون دیاز و جیسون سیگل در فیلم خصوصی                                                                  |
| بدترین گروه بازیگری                 | کلان لوتز و چیزهای مربوط به او در افسانه هرکول                                                          |
| بدترین گروه بازیگری                 | ست مک‌فارلین و چارلیز ترون در یک میلیون راه برای مردن در غرب                                             |
| بدترین فیلم بازسازی شده یا دنباله‌ای | آنی (بازسازی فیلم ۱۹۸۲ به همین نام)                                                                     |
| بدترین فیلم بازسازی شده یا دنباله‌ای | Atlas Shrugged Part III: Who Is John Galt?                                                              |
| بدترین فیلم بازسازی شده یا دنباله‌ای | افسانه هرکول                                                                                            |
| بدترین فیلم بازسازی شده یا دنباله‌ای | لاکپشت‌های نینجا نوجوان جهش‌یافته                                                                         |
| بدترین فیلم بازسازی شده یا دنباله‌ای | ترانسفورمرها: عصر انقراض                                                                                |
| بدترین کارگردان                     | مایکل بی برای ترانسفورمرها: عصر انقراض                                                                  |
| بدترین کارگردان                     | دارن دون برای نجات کریسمس                                                                               |
| بدترین کارگردان                     | رنی هارلین برای افسانه هرکول                                                                            |
| بدترین کارگردان                     | جاناتان لیبسمن برای لاکپشت‌های نینجا جهش‌یافته نوجوان                                                     |
| بدترین کارگردان                     | ست مک‌فارلین برای یک میلیون راه برای مردن در غرب                                                         |
| بدترین فیلمنامه                     | نجات کریسمس (نوشته دارن دون و چستن هروی)                                                                |
| بدترین فیلمنامه                     | جامانده                                                                                                 |
| بدترین فیلمنامه                     | فیلم خصوصی                                                                                              |
| بدترین فیلمنامه                     | لاکپشت‌های نینجا جهش‌یافته نوجوان                                                                         |
| بدترین فیلمنامه                     | ترانسفورمرها: عصر انقراض                                                                                |
| جایزه منجی                          | بن افلک (از جیلی تا اسکار برای آرگو و دختر گم‌شده)                                                       |
| جایزه منجی                          | جنیفر آنیستون (از چهار نامزدی تمشک طلایی جایزه انجمن بازیگران فیلم تا کیک)                              |
| جایزه منجی                          | مایک مایرز (از گورو عشق تا کارگردانی Supermensch: The Legend of Shep Gordon)                            |
| جایزه منجی                          | کیانو ریوز (از شش نامزدی جوایز تمشک طلایی تا بازی در فیلم جان ویک)                                      |
| جایزه منجی                          | کریستن استوارت (از شش نامزدی جوایز تمشک طلایی برای سری فیلم‌های گرگ و میش تا بازی در فیلم کمپ اشعه ایکس) |